# Cumulopuntia unguispina
Cumulopuntia unguispina ist eine Pflanzenart in der Gattung Cumulopuntia aus der Familie der Kakteengewächse (Cactaceae). Das Artepitheton unguispina bedeutet ‚mit Nagelstacheln‘.

## Beschreibung
Cumulopuntia unguispina wächst als niederliegender bis halbaufrechter Halbstrauch. Die Triebabschnitte sind bis zu 2,5 Zentimeter lang. Die bis zu 18 Dornen sind abwärts gebogen. Die längeren von ihnen sind dunkel und bis zu 1,5 Zentimeter lang. 
Die gelben Blüten erreichen Längen von bis zu 5 Zentimeter.

## Verbreitung und Systematik
Cumulopuntia unguispina ist im Tiefland der peruanischen Region Arequipa verbreitet.
Die Erstbeschreibung als Opuntia unguispina erfolgte 1937 durch Curt Backeberg. Friedrich Ritter stellte die Art 1981 in die Gattung Cumulopuntia. Weitere nomenklatorische Synonyme sind Tephrocactus unguispinus (Backeb.) Backeb. (1951), Opuntia sphaerica var. unguispina (Backeb.) G.D.Rowley (1958) und Tephrocactus sphaericus var. unguispinus (Backeb.) Backeb. (1958).
Cumulopuntia unguispina ist nur ungenügend bekannt und möglicherweise artgleich mit Cumulopuntia sphaerica.

## Nachweise